# Berlin: Slutstriden 1945
Berlin: Slutstriden 1945 (ISBN 91-89442-56-3; engelsk originaltitel Berlin: The Downfall 1945) är en bok från 2002 av Antony Beevor som beskriver det sista slaget om Berlin under andra världskriget, där den sovjetiska armén har kämpat sig från Stalingrad hela vägen till Tysklands huvudstad. Boken, som är en fortsättning på Stalingrad av samma författare, kommer in i historien precis innan ryssarna går över tyska gränsen. Boken tar upp enskilda människors beskrivningar av kriget från brev som de har skrivit.